# ۳۰۹۲۸ جفرسون
سیارک ۳۰۹۲۸ (به انگلیسی: 30928 Jefferson، نامگذاری:1993TJ32) سی هزار و نهصد و بیست و هشتمین سیارک کشف شده‌است که در ۹ اکتبر ۱۹۹۳ کشف شد.